# Norbert Gansel

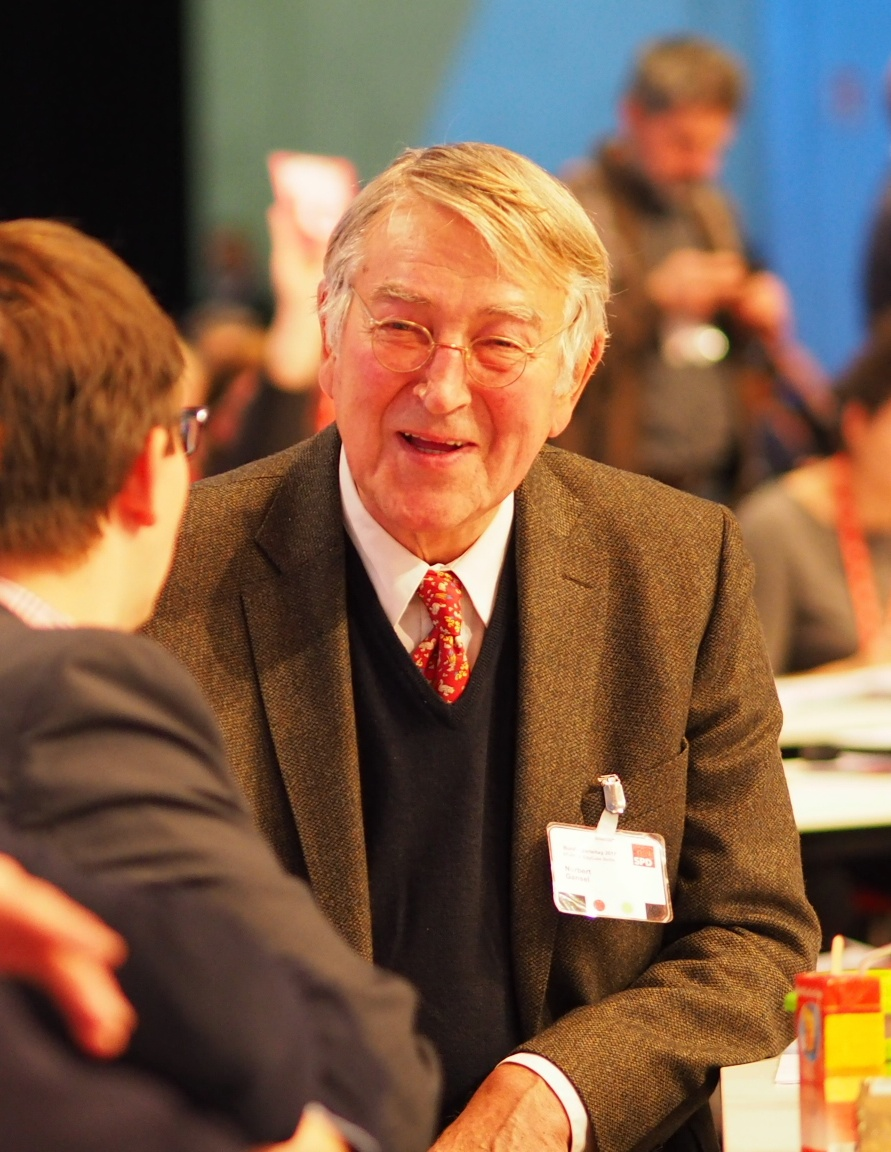
Norbert Gansel (2017)

Norbert Tronje Gansel (* 5. August 1940 in Kiel) ist ein deutscher Politiker (SPD) und war von 1997 bis 2003 Oberbürgermeister der Stadt Kiel.

## Leben und Beruf
Nach dem Abitur an der Hebbelschule leistete Gansel von 1960 bis 1962 den Wehrdienst bei der Bundesmarine ab, aus dem er als Leutnant zur See d. R. ausschied. Danach begann er in Kiel ein Studium der Geschichte, der Politikwissenschaft sowie der Rechts- und Staatswissenschaften, welches er 1969 mit dem Ersten und 1973 mit dem Zweiten Staatsexamen beendete. Während seines Studiums war Gansel von 1963 bis 1966 wissenschaftlicher Mitarbeiter und Stipendiat der Friedrich-Ebert-Stiftung.
Norbert Gansel ist verheiratet und hat eine Tochter.

## Partei
Seit 1965 ist Gansel Mitglied der SPD. Von 1969 bis 1970 war er stellvertretender Bundesvorsitzender der Jusos. Seit 1969 war er Mitglied im Parteirat der SPD, von 1986 bis 1991 als dessen Vorsitzender. Ab 1991 war er außerdem Mitglied im Parteivorstand der SPD, wurde jedoch auf dem Parteitag 1995 nicht wieder gewählt.

## Abgeordneter

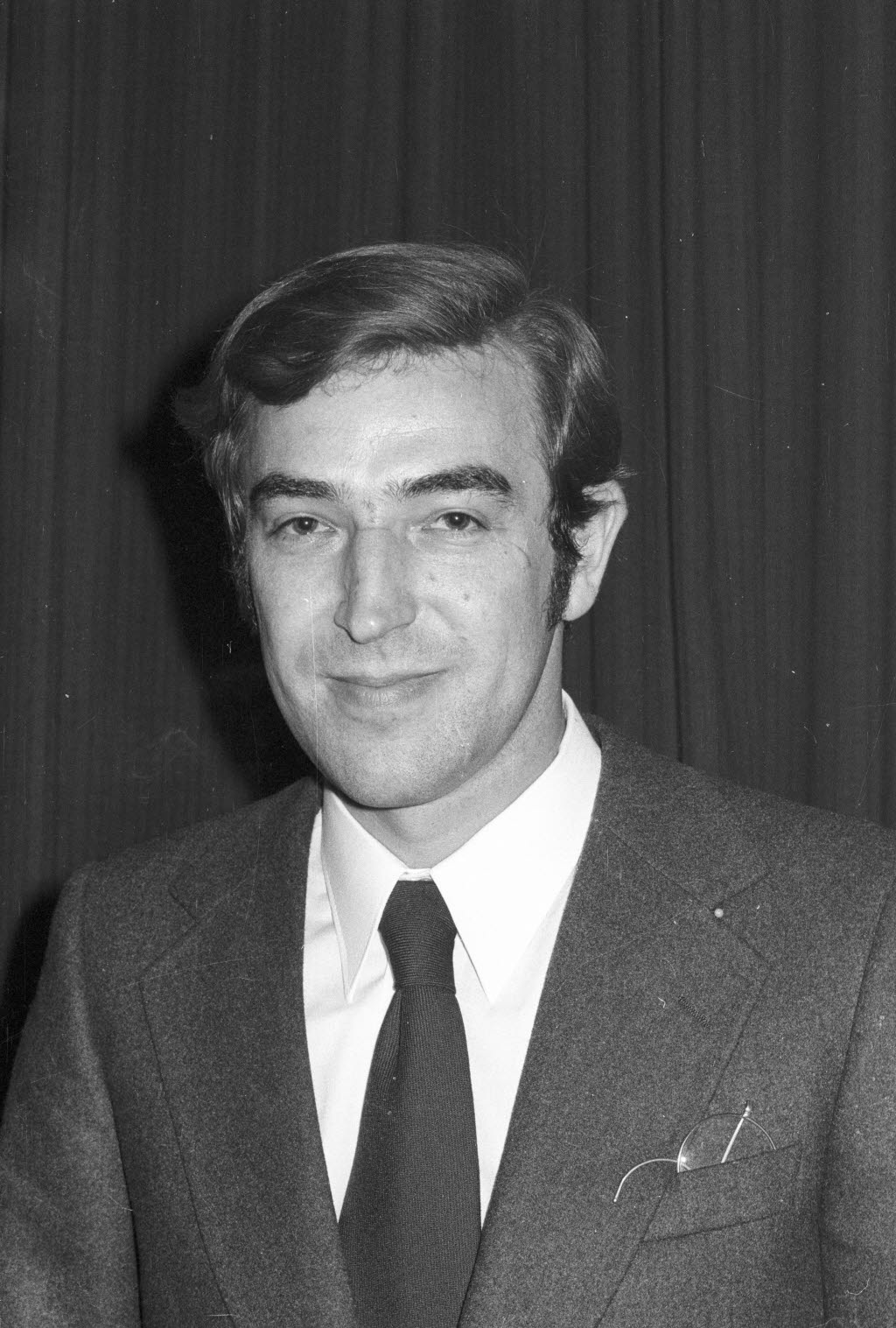
Norbert Gansel (1972)

Von 1972 bis 1997 war Gansel Mitglied des Deutschen Bundestages. Hier war er von Januar bis Dezember 1991 Mitglied des Vorstandes der SPD-Bundestagsfraktion an und gleichzeitig Vorsitzender des Fraktionsarbeitskreises Außen- und Sicherheitspolitik. Von 1994 bis 1997 war Gansel stellvertretender Vorsitzender des Auswärtigen Ausschusses. 
Von 1983 bis 1987 war er Sprecher der SPD in der Nordatlantischen Versammlung und der Versammlung der Westeuropäischen Union (WEU).
Gansel hatte keine Nebenjobs und er nahm keine Spenden von Firmen oder Verbänden an und veröffentlichte seine Einkünfte und deren Herkunft auf seiner Homepage. Um den Kontakt zur beruflichen Realität nicht zu verlieren, machte er einmal im Jahr ein „Praktikum“ bei einer Werft, bei der Post oder im Bergwerk.
Norbert Gansel ist stets als direkt gewählter Abgeordneter des Bundestagswahlkreises Kiel in den Bundestag eingezogen.

## Öffentliche Ämter

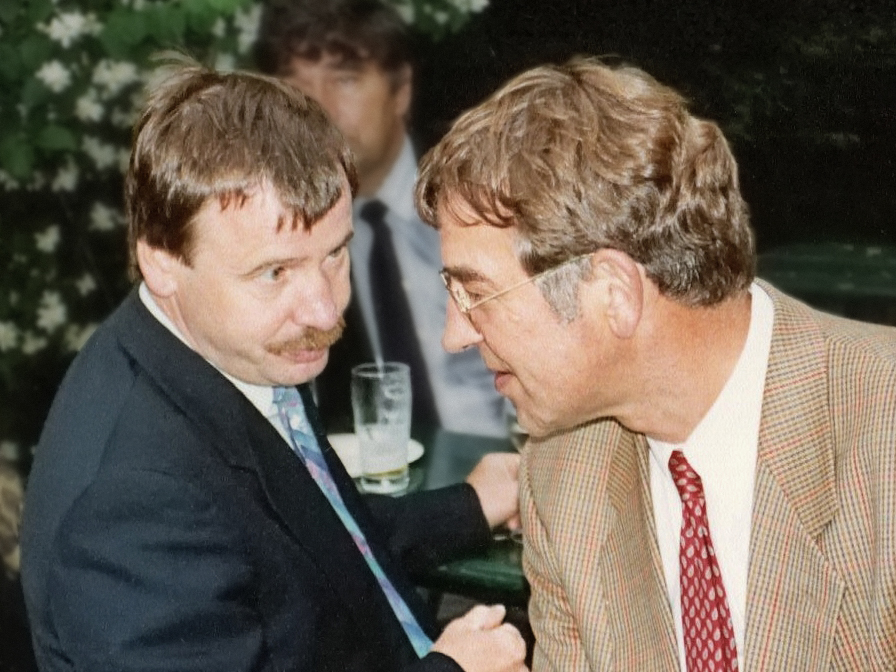
Norbert Gansel mit Hamburgs Erstem Bürgermeister Ortwin Runde

Von 1997 bis 2003 war Norbert Gansel der erste direkt gewählte Oberbürgermeister der Landeshauptstadt Kiel nach dem Zweiten Weltkrieg. In seine Amtszeit fiel etwa der Bau der Hörnbrücke, die den Stadtteil Gaarden-Ost über die Kieler Förde mit dem Bahnhofsvorplatz verbindet, und die Verkäufe der Stadtwerke, der Ostseehalle und der Kieler Wohnungsbaugesellschaft (KWG).

## Lehrtätigkeit
Zwischen 2004 und 2009 versah Norbert Gansel einen Lehrauftrag am Institut für Politische Wissenschaft (jetzt Institut für Sozialwissenschaften) der Christian-Albrechts-Universität zu Kiel. Im Juli 2012 wurde dort der „Große Hörsaal“ in der „Alten Mensa“ nach ihm benannt.

## Einsatz für Abschaffung von geheimer Wahl der Regierungschefs
Nicht nur die finanziellen Verhältnisse eines Abgeordneten sollten für Gansel transparent sein, sondern auch seine Stimmabgabe bei der Wahl der Regierungschefs in Bund und Ländern. Aus Anlass der mysteriösen Wahl von Ernst Albrecht zum Ministerpräsidenten von Niedersachsen 1976 forderte Gansel mit Nachdruck, dass solche Abstimmungen nicht geheim sein dürften. Auch in Bezug auf das Bonner Misstrauensvotum von 1972, das über dunkle Kanäle von der Stasi entschieden worden war, wie sich erst viele Jahre später (ab 2000) zeigte, schrieb Gansel: „Was Bonn [1972] durchgemacht hat, wird heute [1976] in Hannover durchlitten: die Spekulation auf Überläufer, der Triumph der Feigheit im Parlament, die große Stunde der Denunzianten in den Fraktionen, der provozierte Bruch in der Koalition, die drohende Regierungsunfähigkeit.“ 1994 wiederholte Gansel seine Forderung. Von Seiten der Politikwissenschaft wurde sie von Theodor Eschenburg 1976 (nach historischer Abwägung) und von Frank Decker 2009 (als zwingend notwendig) zustimmend aufgegriffen.

## Veröffentlichungen
- Norbert Gansel (Hrsg.): Überwindet den Kapitalismus oder Was wollen die Jungsozialisten? (=rororo aktuell, Band 1499). Rowohlt, Reinbek bei Hamburg 1971, ISBN 3-499-11499-2, Rezensionen von Imanuel Geiss[7] und von Erhard Eppler.[8]
- Norbert Gansel: Politische Praxis und Politische Wissenschaft. Persönliche Anmerkungen. In: Wilhelm Knelangen, Tine Stein (Hrsg.): Kontinuität und Kontroverse. Die Geschichte der Politikwissenschaft an der Universität Kiel. Klartext Verlag, Essen 2013, S. 67–92, ISBN 978-3-8375-0763-8.